# Laurel und Hardy: Early To Bed

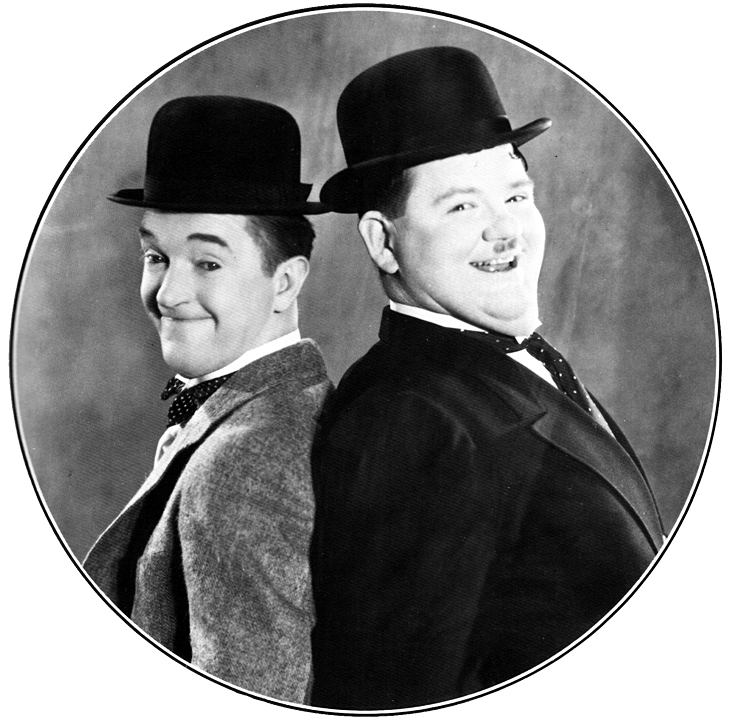
Laurel und Hardy

Early to Bed (deutscher Titel: Früh zu Bett, auch Sklaven des Reichtums) ist eine US-amerikanische stumme Kurzfilm-Komödie aus dem Jahre 1928 mit dem Komikerduo Stan Laurel und Oliver Hardy in den Hauptrollen.

## Handlung
Morgens auf einer Parkbank sitzend öffnet Hardy einen Brief, der ihn über das Ableben seines Onkels informiert, der ihm sein Anwesen und all seine Reichtümer hinterlässt. Laurel macht sich sogleich Sorgen, was nun aus ihm werden wird, aber Hardy eröffnet ihm, dass er sein persönlicher Butler werden kann. Sie machen sich auf den Weg zum neuen Herrenhaus, Hardy Manor.
In der nächsten Szene hat Laurel eine Geburtstagstorte für seinen neuen Chef vorbereitet und wartet auf dessen Ankunft. Hardy hat jedoch nach einer durchzechten Nacht beschlossen, Laurel einen Streich zu spielen: Er versteckt sich im Gebüsch vor der Haustür, so dass er, wenn Laurel die Tür öffnet, hineinschleichen kann und Laurel in der Kälte stehen lässt.
So geschieht es und als Laurel es schließlich schafft, zurück ins Haus zu kommen, fragt er Hardy: "Haben Sie getrunken, Sir?" Kleinlaut gibt Hardy zu, ins Glas geschaut zu haben. Laurel fordert Hardy auf, sofort ins Bett zu gehen.
Die Villa hat einen prächtigen Wasserbrunnen mit Puttenköpfen, aus deren Mündern das Wasser fließt. Einer der Köpfe auf dem Brunnen ist ständig verstopft und Laurel muss ihn immer wieder auf den Kopf schlagen, um ihn zum Laufen zu bringen. In seiner typisch tollpatschigen Art entwickelt sich aus der Situation ein groteskes Drama, bis es Laurel gelingt, eine Schale mit Wasser zu füllen.
Hardy weigert sich immer noch, ins Bett zu gehen und ärgert Laurel mit allerlei Schabernack.
Nach viel Hin und Her, bei dem Laurel an Hardys Vernunft mit dem Hinweis appelliert, er tue nur seine Pflicht, droht er, den Job hinzuschmeißen. Am nächsten Morgen stellt Laurel Hardy eine Rechnung für seine Dienste aus. Als Hardy die einfach wegwirft und die Kündigung ablehnt, nimmt Laurel sich vor, einen Grund zu schaffen, herausgeworfen zu werden.
Er tritt auf Möbeln herum, was Hardy nicht beeindruckt. So intensiviert er im ganzen Haus die gewaltsame Zerstörung von Krügen, Vasen und Geschirr. Die Wut geht so weit, dass Hardy Dinge nach Laurel wirft, noch mehr Geschirr kaputt macht und ihm ein Kronleuchter auf den Kopf fällt. Als Laurel mit dem Gesicht voran in die Geburtstagstorte fällt, denkt Hardy, dass sein Butler Schaum vor dem Mund hat.
Nachdem das Drama kulminiert ist, reicht Hardy Laurel die Hand der Freundschaft. Dieser nimmt an und die beiden werden wieder Freunde, aber nicht, bevor Hardy Laurel ein letztes Mal in den Springbrunnen stößt.

## Kommentare
"über Early to Bed scheint es weniger Übereinstimmung zu geben als vielleicht über jeden anderen L&H-Film. Ich frage mich manchmal, ob die Kritiker denselben Film gesehen haben.
Er ist für einige charakteristisch, für einige uncharakteristisch, er beleuchtet die Beziehung von Laurel und Hardy, obwohl sie nicht ihre normalen Rollen spielen.
Es ist fast so, als hätte man diesen Film ein Jahr zuvor gedreht, ihn verloren, und dann, inmitten einer Reihe von reinen Laurel und Hardy-Filmen, entdeckte man Early to Bed, der irgendwo in einem Regal stand, und veröffentlichte ihn. Es fühlt sich wirklich wie ein Rückgriff auf die früheren Stummfilme an, bevor Laurel und Hardy zu "Stan und Ollie" wurden. Eine ihrer untypischsten Komödien." John Larrabee, John V. Brennan

"Early to Bed ist eine außergewöhnliche Tour-de-Force ... Man ist nicht überrascht, dass er allgemein als uncharakteristisch abgeschrieben wird ... Sie spielen nicht ihre normalen Rollen ... Der Film hat wenige Gags und selbst diese sind meist sehr direkt, also kaum überraschende Gags." Charles Barr (in Laurel und Hardy)
William K. Everson schrieb: "Obwohl ein kleinerer Laurel und Hardy, enthält Early to Bed gute Gags, amüsante Titel und eine interessante Variation der üblichen Beziehung zwischen den beiden."
Randy Skretvedt meint: "... ein Baustein ...Dieser Film hilft, die Beziehung von Stan und Ollie zu untersuchen; vielleicht musste er gemacht werden, damit die Zuschauer die Figuren ... klar definieren konnten. Von diesem Punkt an ist die unsterbliche Freundschaft von Laurel und Hardy in ihren Werken so gut wie selbstverständlich. Aber wenn Early to Bed auch ein notwendiger und sinnvoller Film ist, so ist er doch kein besonders lustiger."